# Tara Whitten
Tara Whitten, född 13 juli 1980 i Toronto, Kanada, är en kanadensisk cyklist som tog OS-brons i lagförföljelsen vid de olympiska cyklingstävlingarna 2012 i London. 